# Loviisa
Loviisa (švédsky Lovisa) je finské město v provincii Uusimaa. Žije zde 15 458 obyvatel, z toho 42 % Švédů.
Rozloha města je 44,52 km², vodstvo tvoří 0,07 km². Hustota obyvatelstva je 167 obyvatel/km².
V Loviise se nachází Jaderná elektrárna Loviisa, jedna ze dvou finských jaderných elektráren (druhá se nachází v Olkiluoto). Má dva reaktory typu VVER, každý o výkonu 488 MW.
Jméno města nese od roku 1983 planetka (2750) Loviisa, objevená 30. prosince 1940.

## Historie
Loviisa byla založena v roce 1745 jako hraniční pevnost na hranici s Ruskem. Větší část pevnosti byla dochována. Jméno je odvozeno od Lovisy Ulriky, manželky švédského krále Adolfa Fredericka.

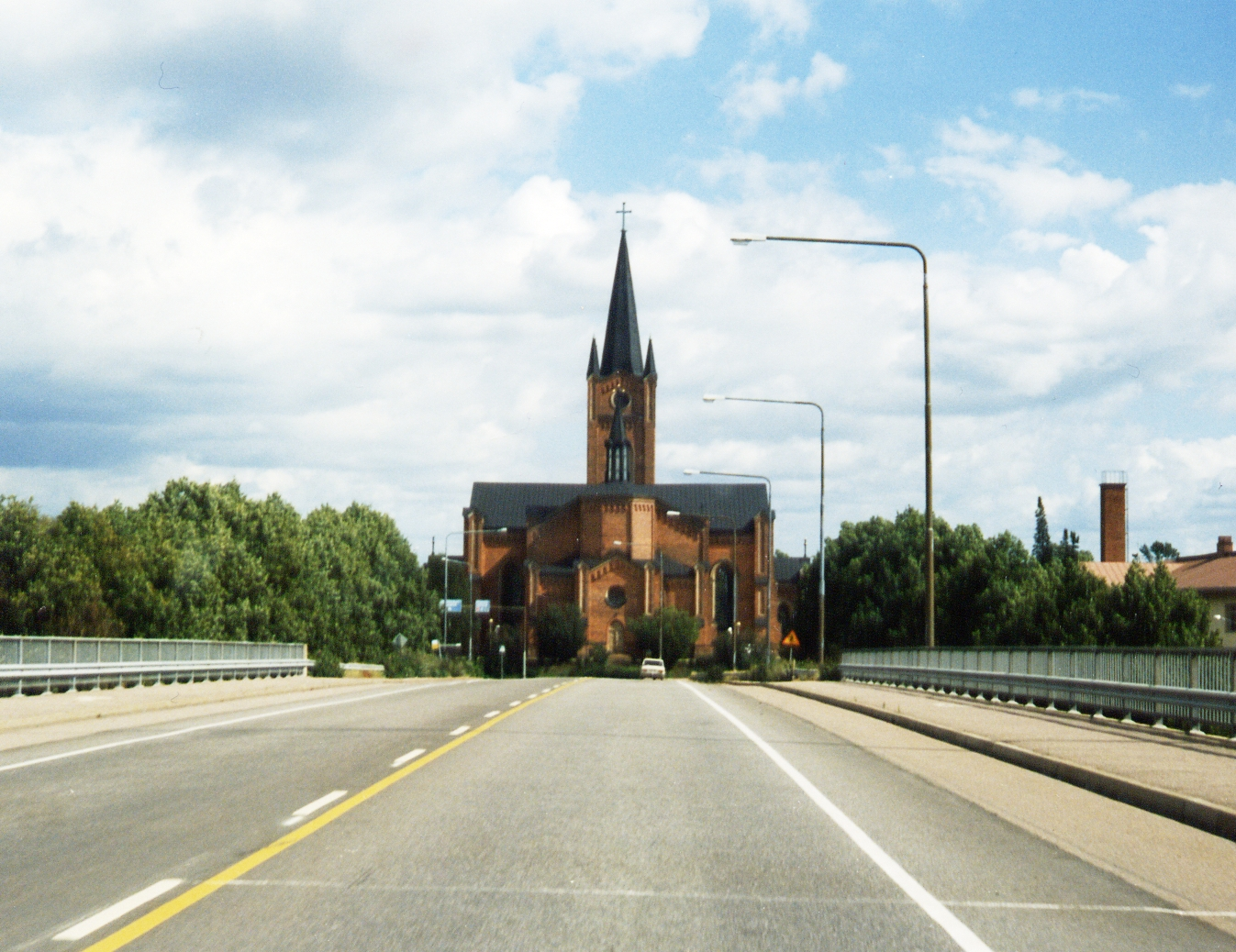
Kostel v Loviise
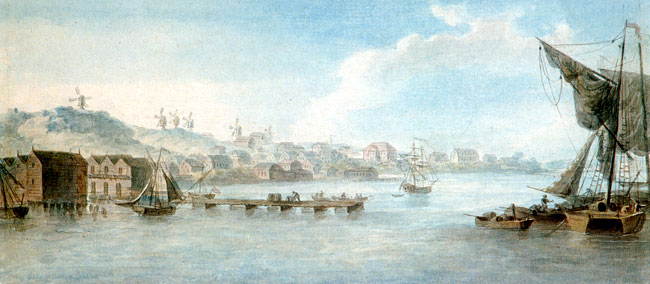
Přístav Loviisa v roce 1808 (autor: Gavril Sergeyev)

## Partnerská města
- Haapsalu, Estonsko
- Hillerød, Dánsko
- Horten, Norsko
- Karlskrona, Švédsko
- Ólafsfjörður, Island